# Anderson-Inseln
Die Anderson-Inseln (englisch Anderson Islands) sind eine unbewohnte Inselgruppe in der Bass-Straße, der Meerenge zwischen dem Festland von Australien und der Insel Tasmanien.
Die aus vier Inseln bestehende Gruppe zählt zum Furneaux-Archipel und liegt im Franklin Sound etwa zwei Kilometer vor der Südküste von Flinders Island; zwei Kilometer südlich grenzt die Inselgruppe an Cape Barren Island.

## Liste der Inseln
| Inselname              | Aliasname           | Koordinaten           | Fläche | Einwohner |
| ---------------------- | ------------------- | --------------------- | ------ | --------- |
| Anderson Island        | Woody Island        | 40° 18′ S, 148° 06′ O | 1,66   | –         |
| Little Anderson Island | Little Woody Island | 40° 17′ S, 148° 07′ O | 0,13   | –         |
| Mid Woody Island       |                     | 40° 18′ S, 148° 07′ O | 0,0066 | –         |
| Tin Kettle Island      |                     | 40° 18′ S, 148° 09′ O | 1,76   | –         |